# ワイヤ・アンド・ワイヤレス
株式会社ワイヤ・アンド・ワイヤレス（英: Wire and Wireless Co.,Ltd.）は、日本の通信事業者。
公衆無線LANによるブロードバンドアクセス事業を主業務としている。

## 概要
2007年6月にアッカ・ネットワークスによるWiMAX事業子会社アッカ・ワイヤレスとして設立され、その後NTTドコモの出資を受けドコモ・アッカ2社共同のモバイルWiMAX事業会社として2.5GHz帯免許の認可を目指すこととしていた。同年12月に認可を得られず、ドコモと合弁は解消された。
2008年7月に横浜市産業観光局の協力を得て、無線LANパイロットサービス「skeletown」を開始し、事業性の検証を開始、それをはじめとする無線LANを中心とした事業を行う会社として事業展開を始める。その後京急交通、京急横浜自動車と共同でタクシー内で、東京空港交通と共同でリムジンバス車内で、無線LAN接続のサービスを実験した。
2009年1月にアッカ・ネットワークスに出資していたイグナイト・グループ傘下のAGSアドバイザリーに株式が譲渡され、同社の傘下となり、社名も現在のワイヤ・アンド・ワイヤレスとなる。2009年4月から公衆無線LANサービスを正式に開始し、サービス展開を進めている。2010年10月にKDDIと業務・資本提携を締結し第三者割当増資を実施、KDDIの子会社となった。
2011年6月30日からauの公衆無線LAN接続サービスau Wi-Fi SPOTを開始。

## 主なサービス

### Wi2 300
公衆無線LANサービス。日本で初めてIEEE802.11nによる300Mbpsでの高速接続サービスを行っている。
料金プラン
月額固定362円（消費税別）のプランと、6時間・24時間・3日間・1週間のワンタイムプランを揃えている。
新規受付を停止したプランとしては、月額基本料105円・最大料金980円の従量制プラン、月額基本料0円・最大料金490円の従量制プラン（スタートキャンペーン）などがある。
提携プロバイダ
ビックカメラとそのグループ会社（ソフマップ、コジマ）、九州通信ネットワーク (BBIQ) 、Hi-Bit (Toppa!)、朝日ネット（ASAHIネット）と提携し各社に公衆無線LANのサービスを提供している。各社とも月額380円で提供を行っているが、ビックカメラグループはUQコミュニケーションズとのMVNOによるモバイルWiMAXサービス「BIC WiMAX」やIIJとの提携によるLTEのMVNOサービス「BIC SIM」のオプションサービスとして利用者に対し、月額課金プランを無料で利用できるようにしている。MVNOでのオプションはNECビッグローブの「BIGLOBE LTE・3G」に設定がある。
自社アクセスポイント
自社直営のアクセスポイントを、東京・丸の内、横浜市内、東京工業大学のキャンパス、リムジンバス・高速バス車内などに設置している。バス車内以外ではIEEE802.11nの高速通信に対応している。また自社アクセスポイントからその地域の情報を得られるポータルサイトにアクセス可能となる。
また従来ローミングでサービス提供していたlivedoor Wirelessは、2011年12月に設備がKDDIに譲渡されたことに伴い自社運営に切り替えられた。
他事業者とのローミング
ソフトバンクのBBモバイルポイント、およびUQコミュニケーションズのUQ Wi-Fiとの無料ローミングが行われており、2010年6月からはバッファローと業務提携し、バッファローが主幹事を務めるFREESPOTのアクセスポイントが使えるようになっている。これにより自社アクセスポイントを含め利用エリアが約13,000ヶ所となっている。自社アクセスポイントよりもローミングによるアクセスポイントが群を抜いて多いため、ローミングプロバイダとしての性格が強くなっている。

#### アクセスポイント (SSID)
2016年現在、月額定額プランで使用できるベーシックエリアよりも、時間課金のオプションエリアの設置数が圧倒的に多く、月額定額プランの利用者はローミング先アクセスポイントの使用が主力となる。
訪日外国人観光客向けのTRAVEL JAPAN Wi-Fiの利用者は、ベーシックエリア・ローミング先が無料で利用できるほか、指定された窓口で無料配布しているプレミアムコードを使用することでオプションエリアも無料で使用できる。
au Wi-Fi SPOT契約者は、「mobilepoint」「mobilepoint2」以外はすべて利用可能。

##### ベーシックエリア
すべての契約者が使用可能。設置数は少ない。施設にWi2 300のロゴが掲示してあっても、オプションエリア用のSSIDのみであることも多い。
- Wi2 - サービス開始当初から使用。暗号化なし。
- Wi2_club -  サービス開始当初から使用。WPA/WPA2 PSKによる暗号化に対応。
- Wi2_free - 契約者でなくても無料で利用可能。暗号化なし。
- wifi_square -  Wi-Fiスクエアで使用。暗号化なし。

##### オプションエリア
1時間ごとの時間課金のオプションエリアチケットが必要。
2014年3月31日までは月額定額プランでも接続ができたが、2014年10月1日から1時間あたり100円の「オプションエリアチケット」を使用することにより接続できる。au IDを利用してauかんたん決済での支払いで申し込む場合は、従量制ではなく、月々の定額料金のみで利用する。
- Wi2premium - KDDIの子会社化以降に設置。暗号化なし。
- Wi2premium_club - KDDIの子会社化以降に設置。WPA/WPA2 PSKによる暗号化に対応。
- 0000Wi2 - WPA/WPA2-PSKによる暗号化に対応。

##### ローミング
すべての契約者が使用可能。
- FREESPOT - FREE SPOT協議会が運営する、FREE SPOTのローミング。暗号化なし。
- mobilepoint - ソフトバンク系のBBモバイルスポットのローミング。WEPによる暗号化に対応。2022年9月30日サービス提供終了。
- mobilepoint2 - ソフトバンク系のBBモバイルスポットのローミング。 WPA2 PSKによる暗号化に対応。2022年9月30日サービス提供終了。
- UQ_Wi-Fi - KDDI系のUQ Wi-Fiのローミング。WEPによる暗号化に対応。2020年3月31日サービス提供終了。

### ギガぞう
2018年3月1日提供開始。専用アプリケーションでWi2の提供するものを中心としたWi-Fiスポットへ自動接続と、VPN機能、通信の最適化機能を提供する。

#### 料金プラン
すべて月額・税別
- スマホ専用プラン 182円（ギガぞうアプリをインストールした1台の端末からの利用に限る。）
- スタンダードプラン 455円（同時利用5台まで）
- ファミリー機器安心パック 780円（同時利用10台まで）

#### アクセスポイント (SSID)
Wi2 300で提供されているものはすべて利用できる。2020年9月1日から、提供開始当初来ギガぞうではオプションチケットが不要だった0000Wi2を除くオプションエリアの利用にオプションチケットが不要となった。
- 暗号化なし
  - Wi2
  - Wi2premium - 2020年9月1日からオプションチケット不要
  - wifi_square
  - Wi2_free
- WPA2 EAP方式
  - Wi2eap - ギガぞう専用
  - au_Wi-Fi2 - 2020年9月1日から利用可能[7]
  - Beach WiFi - ハワイで提供
- WPA/WPA2 PSK方式
  - Wi2_club
  - Wi2premium_club - 2020年9月1日からオプションチケット不要
  - 0000Wi2
  - mobilepoint2 - ローミングエリア。2022年9月30日サービス提供終了
- WEP方式
  - mobilepoint - ローミングエリア。2022年9月30日サービス提供終了

このほか、一般社団法人公衆無線LAN認証管理機構（Wi-Cert）の認証連携に対応したフリーWi-Fiサービスへ自動認証・接続される。

#### VPN機能
暗号化されていないWi-Fiに接続した際、Wi2のVPNサーバーと接続して通信を暗号化する。

#### 通信の最適化機能
通信を圧縮してLTE利用時のモバイルデータ通信量削減に寄与する。

### au Wi-Fiアクセス
2020年9月1日にサービス提供を開始し、無料。約款上ギガぞうに専用の取扱いを付したものであるため、ここではギガぞうとの差異を述べる。

#### プラン・利用条件
- スタンダードモード‐au PAY利用者であること。
- セキュリティモード‐auスマートパスプレミアム利用者であること。

##### ギガぞうとの差異
スタンダードモードはギガぞうスマホ専用プラン、セキュリティモードはギガぞうスタンダードプランが基になっている。
共通
- 通信の最適化は提供されない。
- ギガぞうアプリの代わりに、au Wi-Fiアクセスアプリを用いる。

セキュリティモード
- 同時接続台数は2台まで、かつ1台はau Wi-Fiアクセスアプリをインストールした端末からの利用に限る。

スタンダードモード
- VPN機能は提供されない。

### au Wi-Fi SPOT
au Wi-Fi SPOTは、auのスマートフォン向け公衆無線LANサービス。
KDDIの子会社となった後に始めたサービスで、auのスマートフォン及びau ID取得者のPCなどで利用できる公衆無線LANスポットである。Wi2 300のアクセスポイントも併設されている。なお、au Wi-Fi SPOTではバックボーンにUQコミュニケーションズの展開するモバイルWiMAX回線を利用しているため(一部を除く)、WiMAX回線の混雑具合によっては通信速度が低下する場合がある。
SSIDは「au_Wi-Fi」(WPA2)・「au_Wi-Fi2」(WPA2 EPA)。BBモバイルスポットを除く、Wi2 300の全てのアクセスポイントも使用可能。

### TRAVEL JAPAN Wi-Fi
訪日外国人観光客向けに提供している無料公衆無線LANサービス。無料アプリ「TRAVEL JAPAN Wi-Fi」で認証することにより、Wi2 300のベーシックエリア・オプションエリアが無料で使用できる。
2024年3月31日をもってサービス終了

### Wi-Fi構築サービス
スターバックスのat_STARBUCKS_Wi2・銀座ルノアールグループのRenoir_Miyama_Wi-Fi・富士山山小屋の富士山Wi-Fiや、名古屋市のNAGOYA Free Wi-Fi・京都市のKYOTO Wi-Fi・神戸市のKOBE Free Wi-Fi、東京モノレールのTOKYO MONORAIL Free Wi-Fi・仙台市地下鉄のSENDAI free Wi-Fi・京成バスグループのKeiseiBus FREE Wi-Fi・みちのりホールディングスグループのMICHINORI Free Wi-Fiなどの構築・運営を行っている。
これらのアクセスポイントは、Wi2 300のオプションエリアのアクセスポイントも併設されていることがある。

### Wi-Fiスクエア
店舗施設向け公衆無線LANサービス。使用するためには、空メールを指定のメールアドレスに送信してゲストコードを入手し、ログインページで認証することが必要。現在は受付を終了。
SSIDは、wifi_square。
FREESPOTのアクセスポイントには、FON_FREE_INTERNETとともにWi-Fiスクエアのアクセスポイントも併設されている。

### Wi2 Mobile・Wi2 Biz
ソフトバンクのMVNOによるデータ通信サービス。Wi2 Mobileと、Wi2 Mobileにモバイルルータを組み合わせたWi2 Bizを展開した。
現在は新規受付を終了。